# حركة رفض (اليمن)
حركة رفض حركة يمنية لمناهضة الحوثي تم تأسيسها بمحافظة إب في 17 اكتوبر 2014م، من قبل شباب ونشطاء حقوقيين وسياسيين، بهدف التصدي للانتهاكات التي ترتكبها جماعة الحوثي المسلحة ضد خصومها السياسيين والنشطاء من مختلف شرائح المجتمع، وكل ممارساتها الهادفة إلى تغييب الدولة والعمل خارج القانون.

## نبذة
حركة شبابية شعبية نشئت بعد ما قامت مليشيات الحوثي بالسيطرة على مؤسسات الدولة ( المدنية - العسكرية )حيث تعمل الحركة بشكل سلمي على خلق واقع مجتمعي واعي يرفض تغييب الدولة وإحلال المليشيا المسلحة بديلاً عنها ، بدأت حركة رفض في محافظة إب على يد الأستاذ / موسى العيزقي، وبما ان الفكرة من صميم الشعب وتلبي مطالبه انتشرت هذه الحركة في محافظات أخرى (تعز - صنعاء - الحديدة) حيث انها شجعت الشباب على رفض الواقع المرير الذي فرضته مليشيات الحوثي وتشجعيهم على الخروج بمظاهرات وفعاليات وحركات أخرى مناهضه للانقلاب الحاصل في اليمن مثل ( حركة تصحيح - حركة ضد الانقلاب -.. وغيرها).